# St. Andreas (Roßleben)

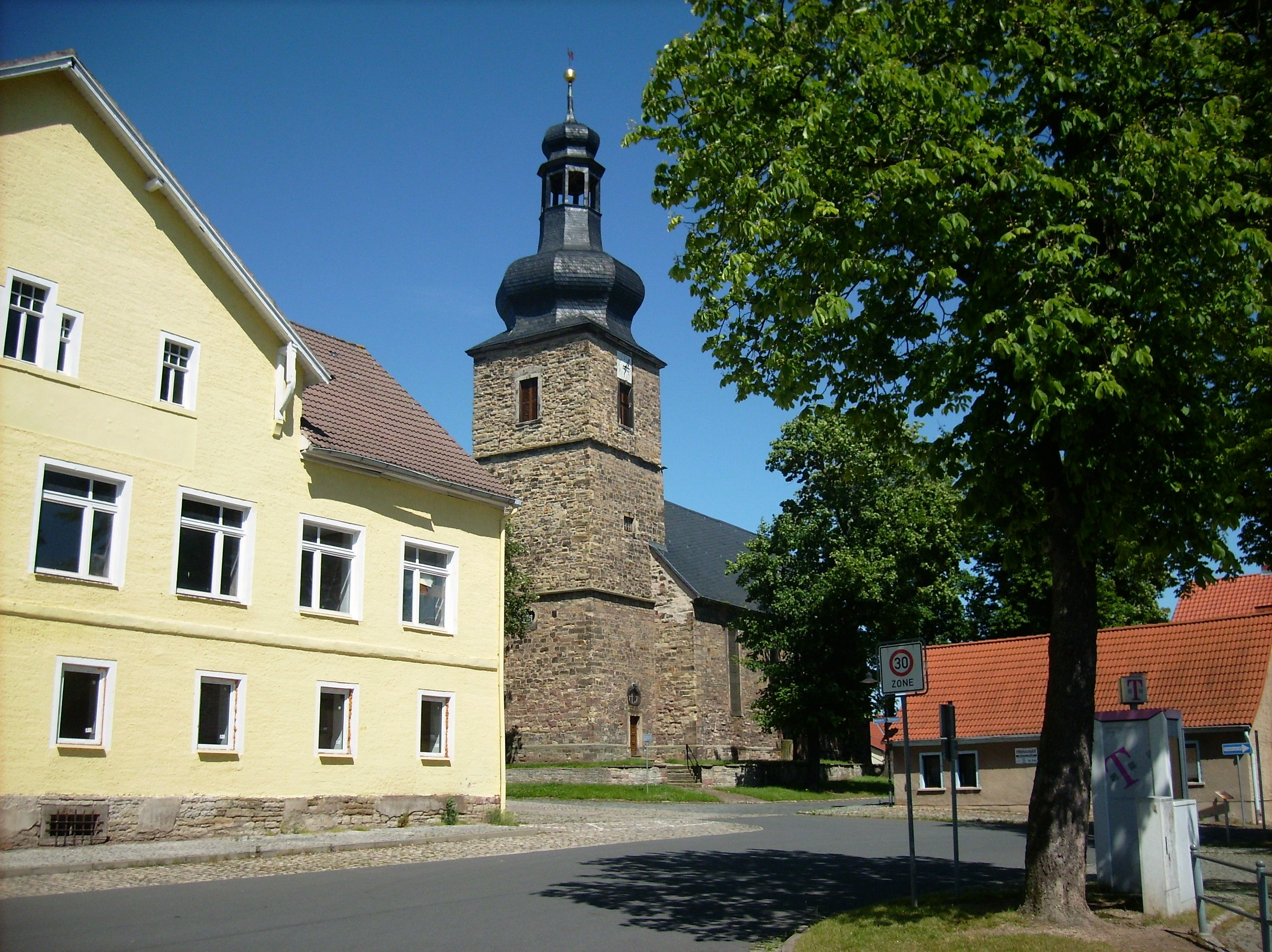
St. Andreas (Roßleben)

Die evangelisch-lutherische, denkmalgeschützte Kirche St. Andreas steht in Roßleben, einem Ortsteil der Stadt und Landgemeinde Roßleben-Wiehe im Kyffhäuserkreis von Thüringen. Die Kirchengemeinde KSP Roßleben gehört zum Pfarrbereich Roßleben im Kirchenkreis Eisleben-Sömmerda der Evangelischen Kirche in Mitteldeutschland.

## Beschreibung
Die heutige, mit einem schiefergedeckten Satteldach bedeckte Saalkirche und der mit einer Haube versehene Kirchturm im Westen wurden 1724–1728 aus Bruchsteinen gebaut. Der eingezogene, frühgotische, rechteckige Chor des Vorgängerbaus blieb erhalten. 
Das Kirchenschiff hat aus der Erbauungszeit eine zweigeschossige Empore und ist mit einem kassettierten, hölzernen Tonnengewölbe überspannt. Auf den Spiegeln befinden sich Gemälde mit der Geburt Jesu, der Trinität im Zentrum und der Auferstehung Jesu Christi sowie der Taube des Heiligen Geistes vom Ende des 17. Jahrhunderts. Der Korb des geschnitzten Kanzelaltars wird durch Engel mit ausgebreiteten Flügeln getragen und von schräggestellten Pilastern und Säulen eingefasst. Die seitlichen geschnitzten Wangen sind mit Putten verziert. Das Gebälk ist mit einem Segmentbogen abgeschlossen. Vom barocken Taufbecken ist nur der achteckige geschwungene Fuß alt. 
Auf der oberen Empore im Westen steht hinter der Brüstung aus Balustern der Prospekt der Orgel mit 19 Registern, verteilt auf 2 Manuale und Pedal. Sie wurde 1728 von Hieronymus Mocker gebaut, 1885 von Hermann Hildebrand umgebaut und 1996 von Rösel & Hercher Orgelbau restauriert.